# Open the Door (песня Бетти Картер)
«Open the Door» (с англ. — «Открой дверь») — песня, написанная американской певицей Бетти Картер в 1964 году. Картер записывала её несколько раз и сделала частой частью своих живых выступлений, до такой степени, что она стала её фирменной песней. По словам Картер, композиция возникла из-за влияния финансового давления на её отношения с мужем: «Я пыталась заставить его понять … почему я не могла бросить то, что делала, ради денег».

## Отзывы критиков
Биограф картер Уильям Бауэр так отозвался о песне: «Настойчивый ритм босановы песни и её навязчивая, чувственная мелодия позволяют легко воспринимать текст как сексуальный подтекст. Но в таких фразах, как „Я должна проникнуть в твое сердце“ и „Как бы ты ни старался избегать меня, тебе так легко от меня не отделаться“, всплывают намеки на агрессивность, предполагающие, что, хотя рассказчица, кажется, предлагает себя, на самом деле она добивается капитуляции своего возлюбленного. Её сексуальность становится средством получения контроля над объектом её желания и заставляет его принимать её такой, какая она есть».

## Версии Бетти Картер
- Inside Betty Carter (1964)[3]
- Now It’s My Turn (1976)[4]
- The Audience with Betty Carter (1979)[5]
- Whatever Happened to Love? (1982) — инструментальная интерпретация под названием «Abre la Puerta»[6]
- Droppin’ Things (1990) — под названием «Open the Door ’90»}[7]

## Использование в медиа
- Оригинальная запись «Open the Door» Картер 1964 года была включена в саундтрек к фильму 1999 года «Красота по-американски»[8][9].